# Johann Deisenhofer

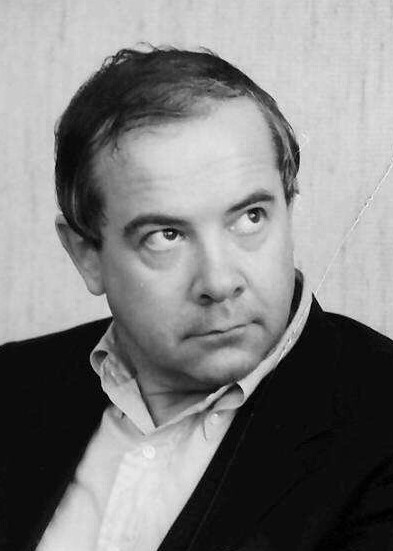
Johann Deisenhofer (1989)

Johann Deisenhofer (* 30. September 1943 in Zusamaltheim, Landkreis Dillingen an der Donau) ist ein deutscher Biophysiker. Er beschäftigte sich vor allem mit der Strukturanalyse zum Aufbau und der Funktion von Proteinmolekülen. Für die Aufklärung der dreidimensionalen Struktur des photosynthetischen Reaktionszentrums von Purpurbakterien erhielt er 1988 gemeinsam mit Robert Huber und Hartmut Michel den Nobelpreis für Chemie.

## Leben und Werk

### Familie und Schulzeit
Johann Deisenhofer ist das erste Kind des Landwirts Johann Deisenhofer und seiner Frau Thekla (geb. Magg). 1948 wurde seine Schwester Antonie, verehelicht Wagner, geboren, die noch heute auf dem Bauernhof in Zusamaltheim lebt. Deisenhofer besuchte die Grundschule in Zusamaltheim und wechselte 1956 zur Knabenmittelschule Hl. Kreuz, Donauwörth. Danach besuchte er von 1957 bis 1959 die Staatliche Realschule Wertingen. Seine Leistungen und Ergebnisse berechtigten ihn 1959 zum Besuch des Holbein-Gymnasiums in Augsburg, wo er 1963 das Abitur ablegte. Nach 18-monatigem Wehrdienst nahm er mit einem „Stipendium für besonders Begabte“ des Bayerischen Staatsministeriums für Unterricht und Kultus 1965 das Studium der Physik an der Technischen Universität München auf. Nach eigenen Angaben motivierte ihn vor allem sein Interesse an moderner Physik und Astronomie zum Physikstudium, unter anderem durch die Lektüre von populären Büchern von Fred Hoyle.

### Studium und frühe Forschungsarbeiten
Während des Studiums bemerkte Deisenhofer, dass sich die theoretische Physik sehr stark von seinen Erwartungen unterschied, zugleich entwickelte er zunehmend Interesse für die Festkörperphysik. 1971 fertigte er seine Diplomarbeit in der Arbeitsgruppe von Klaus Dransfeld unter der Betreuung von Karl-Friedrich Renk ab, die 1971 zu seiner ersten wissenschaftlichen Veröffentlichung führte, einem Artikel in der Zeitschrift Physical Review Letters über eine neue Technologie zum Nachweis von Phononen. Dransfeld beschäftigte sich zu dieser Zeit unter anderem mit biophysikalischen Fragestellungen, wodurch Deisenhofer 1971 seine Dissertation am Max-Planck-Institut für Biochemie (damals noch „Max-Planck-Institut für Eiweiß- und Lederforschung“) in Martinsried bei Robert Huber zusammen mit Wolfgang Steigemann begann. Sie arbeiteten gemeinsam an der kristallografischen Verfeinerung der Strukturaufklärung des pankreatischen Trypsin-Inhibitors des Rindes durch eine Optimierung der Röntgenstrukturanalyse und der Auswertung und veröffentlichten die Ergebnisse in der Zeitschrift Acta Crystallographica. Deisenhofer beendete seine Dissertation Ende 1974 mit der Arbeit „Kristallographische Verfeinerung der Struktur des pankreatischen Trypsin-Inhibitors bei 1.5 Å Auflösung“.

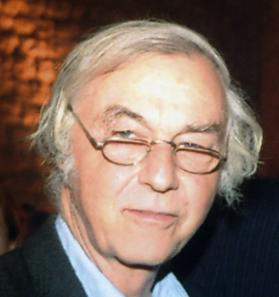
Robert Huber, 2008, Doktorvater von Deisenhofer

Im Anschluss an seine Dissertation bot ihm Huber eine Post-Doktorandenstelle für zwei Jahre an, die er annahm und die 1976 zu einer permanenten Stelle umgewandelt wurde. Deisenhofer arbeitete gemeinsam mit Peter M. Colman und Walter Palm von der Universität Graz an dem menschlichen Immunglobulin Kol, einem Myelom-Protein aus der Gruppe der Immunglobuline der Klasse G. Nach der Strukturaufklärung dieses Proteins arbeitete er mit Huber bis 1980 an der Arbeit von Peter Colman am humanen Fc-Fragment und den Komplex mit einem Fc-bindenden Teil des Protein A von Staphylococcus aureus. In der Folge arbeitete Deisenhofer unter anderem an Strukturaufklärungen des humanen C3a, der Citrat-Synthase und einem alpha-1-Proteinase-Inhibitor.

### Forschungen am Photosynthese-Reaktionszentrum und Nobelpreis
1982 wurde er durch Hartmut Michel, der gemeinsam mit Dieter Oesterhelt nach Martinsried gekommen war, auf die Erfolge bei der Kristallisation des Photosynthese-Reaktionszentrums von Rhodopseudomonas viridis aufmerksam. Deisenhofer schloss sich der Arbeitsgruppe an und begann mit der Strukturaufklärung der dreidimensionalen Struktur des Reaktionszentrums. Ergänzt wurde die Gruppe durch Kunio Miki, einem Post-Doktoranden der Universität Osaka, der bis 1983 in Martinsried blieb, sowie später durch Otto Epp. Bereits Ende 1983 konnte die Gruppe erste Erfolge verzeichnen, innerhalb der nächsten zwei Jahre konnte die vollständige Struktur aufgeklärt werden und weitere zwei Jahre später, 1987, war die Verfeinerung der Struktur auf 2,3 Å Auflösung abgeschlossen. Gemeinsam veröffentlichten die Forscher ihre Ergebnisse im Dezember 1985 in den Proceedings of the National Academy of Sciences of the United States of America. Hartmut Michel und Deisenhofer erhielten 1986 den Biological Physics Prize der American Physical Society sowie 1988 den Otto-Bayer-Preis. Deisenhofer habilitierte sich 1987 an der Technischen Universität München und erhielt 1988 eine Berufung als Professor für Biochemie der University of Texas in Dallas, USA, um eine eigene Arbeitsgruppe am Howard Hughes Medical Institute des UT Southwestern Medical Centers aufzubauen.
1989 wurde er zusätzlich Regental Professor und Inhaber des Virginia and Edward Linthicum Chair in Biomolecular Science der University of Texas.

### Wissenschaftliche Karriere und Leben nach dem Nobelpreis
Nach dem Nobelpreis beschäftigte sich Deisenhofer weiter mit Strukturaufklärung von Biomolekülen, darunter etwa mit Strukturproblemen im Zusammenhang mit der Regulation der Synthese, der Aufnahme und Verteilung von Cholesterin.
Kurz nach seiner Ankunft in die USA lernte er Kirsten Fischer Lindahl, Professorin für Mikrobiologie und Biochemie sowie ebenfalls Gründerin am Howard Hughes Medical Institute kennen, die er 1989 heiratete. Seit 2001 ist Deisenhofer offiziell Bürger der Vereinigten Staaten. Ebenfalls 2003 gehörte Deisenhofer als einer von 22 Nobelpreisträgern zu den Unterzeichnern des 3. Humanistischen Manifests Humanism and Its Aspirations der American Humanist Association. 2010 unterzeichnete Deisenhofer gemeinsam mit 255 Unterzeichnern der National Academy of Sciences einen offenen Brief mit dem Titel Climate Change and the Integrity of Science in der Zeitschrift Science. In dem Brief wurde das Unverständnis der Forscher über den Umgang von Politikern mit Forschern und insbesondere Klimaforschern und dem Intergovernmental Panel on Climate Change (IPCC) in der politischen Debatte um die Globale Erwärmung ausgedrückt.

## Forschung

### Frühe Arbeiten
Die erste wissenschaftliche Publikation von Johann Deisenhofer gibt die Ergebnisse seiner Diplomarbeit über den Nachweis von Phononen durch eine neu entwickelte Methode wieder. Hierbei wurden 1012-Hz-Phononen in einem Rubin-Kristall mit veränderlichem Anteil von Cr3+-Ionen eingefangen und nachgewiesen.
In seiner Dissertation arbeitete Deisenhofer erstmals an der Strukturanalyse eines Proteins, indem er gemeinsam mit Wolfgang Steigemann die Strukturaufklärung des pankreatischen Trypsin-Inhibitors des Rindes durch eine Optimierung der Röntgenstrukturanalyse verfeinerte und eine Auflösung von 1,9 und später 1,5 Ångström (Å) erreichen konnte.

### Reaktionszentrum der Photosynthese

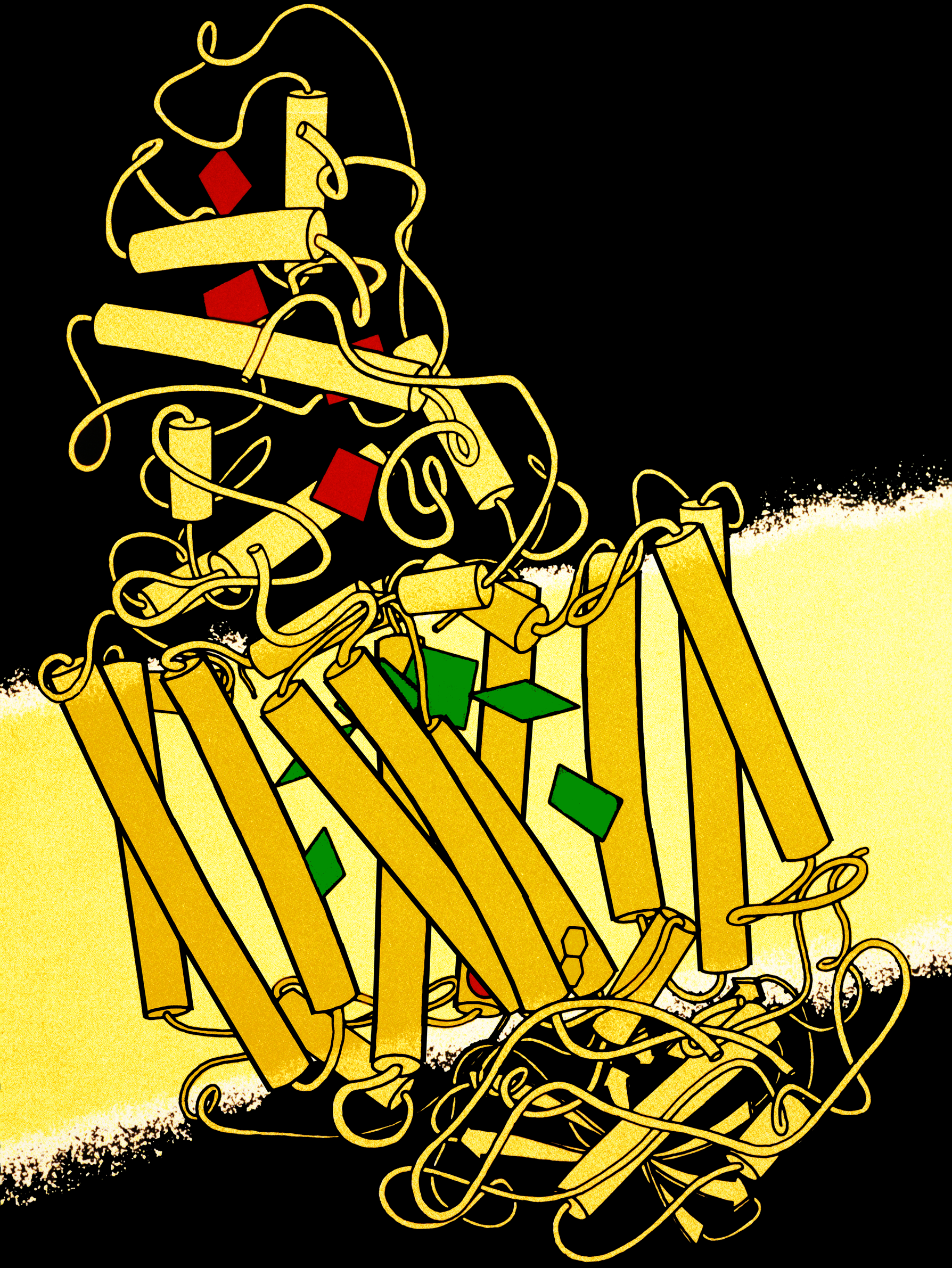
Schematische Zeichnung der dreidimensionalen Struktur des Photosynthesereaktionszentrums von Rhodopseudomonas viridis.

Den Schwerpunkt der Forschung Deisenhofers stellen Strukturanalysen dreidimensionaler Moleküle, insbesondere Proteine, dar. Während seiner Forschungen am Max-Planck-Institut für Biochemie gelang es ihm durch eine Weiterentwicklung und Anwendung der Röntgenstrukturanalyse den Aufbau und die Funktion von Proteinmolekülen aufzuklären. Gemeinsam mit Robert Huber arbeitete er von 1982 bis 1985 an den Grundlagen der Photosynthese und an den damit verbundenen Molekülen.
Der Arbeitsgruppe, zu der auch Hartmut Michel gehörte, gelang es erstmals, die dreidimensionale Struktur zweier an der Photoreaktion beteiligter Protein-Pigment-Komplexe aufzuklären. Dabei handelte es sich zum einen um ein Protein, das das Licht einfängt und weiterleitet und zum anderen um ein Reaktionszentrum, das den lichtgetriebenen Transport von Elektronen durch eine Biomembran induziert. Den Forschern gelang es damit erstmals, einen Einblick in die Funktionsweise und den Feinbau einer biologischen Photozelle zu bekommen und durch Röntgenstrukturanalyse den atomaren Feinbau der beteiligten Komplexe aufzuklären. Als Modellorganismus diente ihnen dabei das zu den Purpurbakterien zählende Rhodopseudomonas viridis. Hiermit gelang zudem die erste vollständige Röntgenstrukturanalyse eines membrangebundenen und komplexen Proteins. Diese sind im Gegensatz zu Proteinen abseits der Membran nicht wasserlöslich und entsprechend schwierig zu isolieren und zu kristallisieren.

### Weitere Kristallisationen und Strukturaufklärungen
Sowohl vor seiner Beschäftigung mit der Aufklärung der dreidimensionalen Struktur des Photosynthesereaktionszentrums wie auch danach arbeitete Deisenhofer an zahlreichen weiteren Molekülen. Dabei handelte es sich sowohl um Biomoleküle humanen Ursprungs wie auch anderer Organismen wie etwa der Fruchtfliege Drosophila melanogaster oder der Acker-Schmalwand (Arabidopsis thaliana).

### Cholesterin-Aufnahme

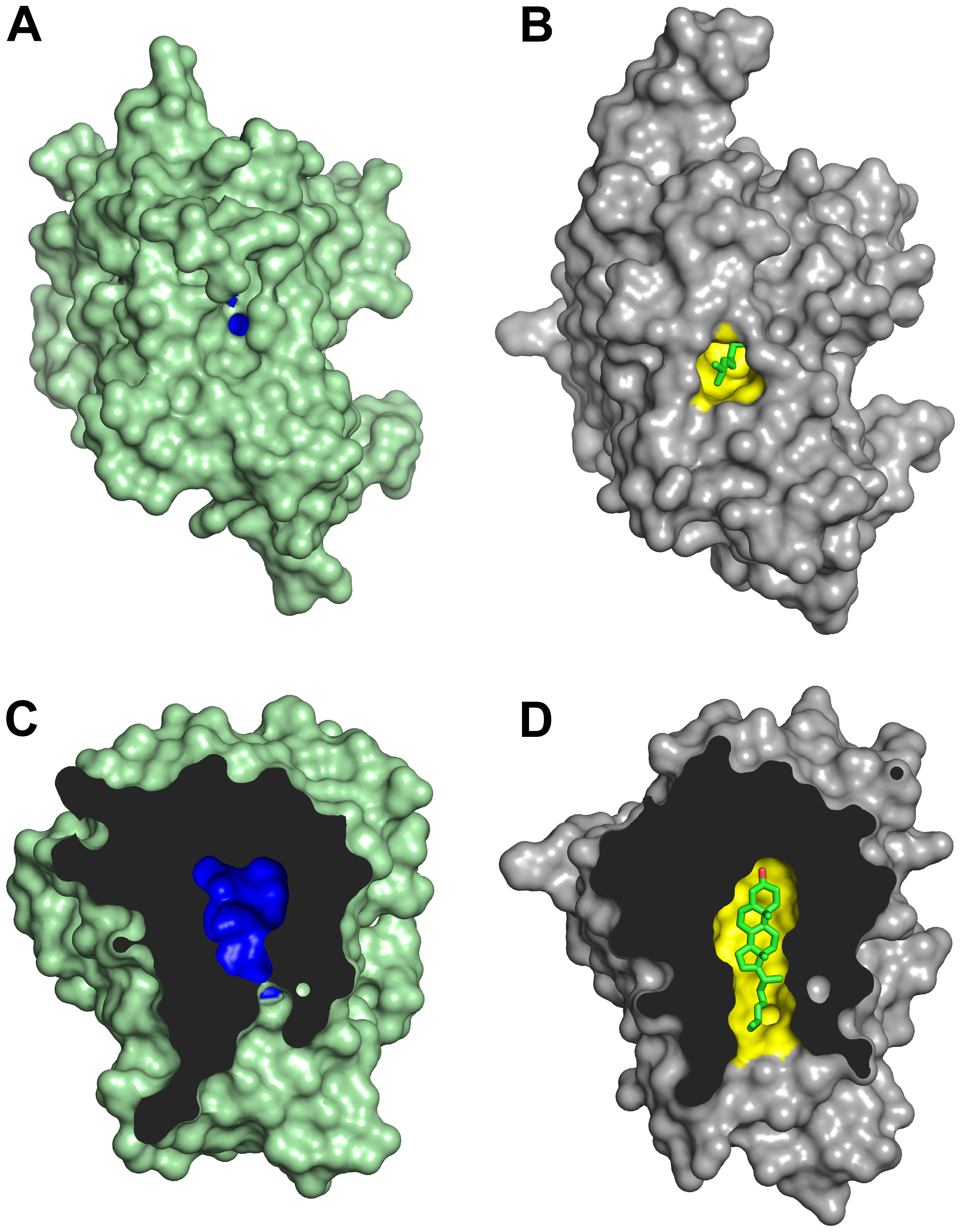
N-terminale Domäne des Proteins NPC1L1 (grün) mit Sterin-Bindungstasche für die selektive Bindung von Cholesterin; in grau die Bindungsstelle des Proteins NPC1

Ein Schwerpunkt der Forschung der letzten Jahre stellte die Aufnahme des Cholesterins und die Struktur der damit verbundenen Moleküle dar. Dabei konzentrierte sich die Arbeitsgruppe vor allem auf das zum Transport des Cholesterins notwendige Low Density Lipoprotein (LDL), die membrangebundenen Proteine NPC1 und NPC1L1 und das freie Protein NPC2 sowie PCSK9, die Proprotein-Convertase Subtilisin/Kexin Typ 9.
Die Arbeitsgruppe arbeitet unter anderem an der Aufklärung der Struktur der Proteine NPC1 und NPC1L1, die die Aufnahme von Cholesterin im Dünndarm durch die Zellmembran ermöglichen und als Andockpunkt des Medikaments Ezetimib zur Hemmung der Resorption des Cholesterins im Dünndarm wirken. Die Proteine übernehmen das Cholesterin von NPC2, an das es von dem LDL-Protein übergeben wurde. Die Arbeitsgruppe konnte die Struktur der für die Bindung zuständigen N-terminalen Domäne von NPC1 und NPC1L1 und die Bindung und den mit Cholesterin und 25-Hydroxycholesterin gebildeten Komplex auflösen. Später stellten sie die Selektivität des NPC1L1 für Cholesterin anhand der Struktur der Sterin-Bindungsstelle in Form einer geschlossenen Tasche dar.

## Ehrungen
- Nobelpreis für Chemie 1988 (mit Robert Huber und Hartmut Michel)[1]
- Ehrenbürger von Zusamaltheim
- Ehrenbürger von Dallas
- Mitglied der Academia Europaea (1989)[19]
- Großes Bundesverdienstkreuz mit Stern (17. April 1990)[20]
- Mitglied der National Academy of Sciences der USA (1997)[21]
- Mitglied der Deutschen Akademie der Naturforscher Leopoldina (2003)[10]